# Tadahiko Ueda
Tadahiko Ueda (japonsko 上田 忠彦), japonski nogometaš, 3. avgust 1947, † 15. april 2015.
Za japonsko reprezentanco je odigral 13 uradnih tekem.